# 毛利高久
毛利 高久（もうり たかひさ）は、江戸時代前期の大名。通称は靭負。豊後国佐伯藩の第5代藩主。官位は従五位下・駿河守。

## 略歴
豊後森藩主・久留島通清の3男として誕生。
天和2年（1682年）6月22日、養父毛利高重の死去により、末期養子として家督を継ぐ。同年7月11日、5代将軍徳川綱吉に御目見する。天和3年（1683年）12月4日、従五位下駿河守に叙任する。
貞享元年（1684年）12月9日、幕府から南部行信の五女・幕子との結婚を許可される。しかし、高久の性格はきつく、病気がちで生活も乱れており、夫婦関係は悪化していく。貞享4年（1687年）、幕子は南部家の江戸藩邸へ逃げ込み、離婚にいたる。後に幕子は小出重興と再婚する。
元禄元年（1688年）7月27日、実弟・高定（のち高慶と改名）を養子に迎えた。藩政では、田畑の収穫を向上させるために元禄4年（1691年）、小田井路を開かせた。元禄12年（1699年）5月13日、隠居して高慶に家督を譲った。正徳6年（1716年）4月16日、佐伯において死去した。享年50。

## 系譜
父母
- 久留島通清（実父）
- 毛利高重（養父）

正室
- 幕子 ー 南部行信の五女

養子
- 毛利高慶 ー 久留島通清の五男または六男